# Lone Oak (Texas)
Lone Oak es una ciudad ubicada en el condado de Hunt en el estado estadounidense de Texas. En el Censo de 2010 tenía una población de 598 habitantes y una densidad poblacional de 209,71 personas por km².

## Geografía
Lone Oak se encuentra ubicada en las coordenadas 32°59′46″N 95°56′28″O / 32.99611, -95.94111. Según la Oficina del Censo de los Estados Unidos, Lone Oak tiene una superficie total de 2.85 km², de la cual 2.85 km² corresponden a tierra firme y (0%) 0 km² es agua.

## Demografía
Según el censo de 2010, había 598 personas residiendo en Lone Oak. La densidad de población era de 209,71 hab./km². De los 598 habitantes, Lone Oak estaba compuesto por el 93.48% blancos, el 2.34% eran afroamericanos, el 0.67% eran amerindios, el 0.33% eran asiáticos, el 0.33% eran isleños del Pacífico, el 0.84% eran de otras razas y el 2.01% pertenecían a dos o más razas. Del total de la población el 3.18% eran hispanos o latinos de cualquier raza.